# Вишнёвый садик возле хаты
«Садок вишневий коло хати…» (укр. Вишнёвый садик возле хаты…) — стихотворение Тараса Григорьевича Шевченко из цикла «В каземате». По словам исследовательницы биографии и творчества Шевченко Нины Чаматы:
Содержание и тональность стихотворения — светлое, жизнеутверждающее описание весеннего вечера в украинском селе, мечта о красоте человеческих отношений, о семейном счастье в гармонии с роскошной природой… Навеянное воспоминаниями, вероятно о временах собственного детства, идиллия имеет явный подтекст, воссоздавая образ райского сада, Эдема, которым в представлении Шевченко является извечная глубинная сущность Украины.
Также, по словам Нины Чамата, Шевченко поставил стихотворение в «цикле В каземате» на «центральную по значимости позицию».

## Создание и издание
Тарас Григорьевич писал стихотворение в течение 19—30 мая 1847 года, когда был в каземате III отделения Императорской канцелярии в Санкт-Петербурге. Впервые стихотворение «Вишнёвый садик возле хаты…» был напечатан в 1859 году в журнале «Народное чтение», а в журнале «Русское чтение» вышел под названием «Вечер».

## Музыка
В 1875 году Пётр Ильич Чайковский сочинил музыкальное произведение на стихотворение Шевченко, переведённое на русский язык Львом Меем. Музыка называлась «Вечер».
Украинский композитор XX века Богдан Иванович Вахнянин написал хоровое произведение на это стихотворение.